# The Long and Winding Road
The Long and Winding Road (englisch für „Die lange und gewundene Straße“) ist ein Lied der britischen Band The Beatles aus dem Jahr 1969. Es erschien 1970 auf ihrem letzten Studioalbum Let It Be und im selben Jahr als Single. Geschrieben wurde das Lied von Paul McCartney und unter dem Copyright Lennon/McCartney veröffentlicht.

## Hintergrund
Inspiriert wurde Paul McCartney zu dem Titel von einem sich in Richtung der Straße vom Kap Mull of Kintyre im schottischen Argyll zur nächsten Stadt Campbeltown in die Ferne schlängelnden (gewundenen) Weg, den man vom Schlafzimmerfenster der 1966 von ihm gekauften High Park Farm der McCartneys sehen konnte. McCartney hatte The Long and Winding Road 1968 in Schottland geschrieben, als es in der Gruppe Konflikte gab. McCartney sagte, dass er beim Schreiben Ray Charles im Hinterkopf hatte, obwohl es nicht nach ihm klingt. Wie in der The Beatles: Get Back-Dokumentation zu sehen, diskutierte man nach der Aufnahmesession vom 26. Januar, dem Song eine Orchesterbegleitung hinzuzufügen. „Die einzige Art, wie ich es jemals in meinem Kopf gehört habe“, sagte McCartney, „ist wie die Ray Charles' Band ... Wir hatten sowieso vor, es für ein paar Nummern zu machen, nur um ein paar Blechbläser und ein paar Streicher zu haben.“
John Lennon sagte 1980 dazu: McCartney „hatte einen kleinen Schub, kurz bevor wir uns trennten. Ich denke, der Schock über Yoko Ono und das, was passierte, gab ihm einen kreativen Schub, einschließlich Let It Be und Long And Winding Road, denn das war sein letzter Atemzug.“

## Aufnahme
Eine erste Demoversion wurde während der Session für das Weiße Album aufgenommen; die Fassung blieb allerdings unveröffentlicht.
Anfang Januar 1969 probten die Beatles The Long and Winding Road während der Aufnahmen für den Film Let It Be. Am 26. Januar 1969 nahmen sie den Titel in ihrem Studio im Keller des Apple-Büros des Apple Studios in der Londoner Savile Row auf. Produzent war George Martin, assistiert von Glyn Johns. John Lennon, der auf der Aufnahme Bass spielt, verspielte sich permanent auf den Aufnahmen vom 26. Januar 1969. Beim Versuch, eine bessere Aufnahme des Stücks einzuspielen, entstanden am 31. Januar 1969 sieben Takes. McCartney spielte das Lied auf einem Blüthner-Flügel ein.
Glyn Johns wurde zweimal damit beauftragt, aus den Aufnahmen aus dem Januar 1969 ein Musikalbum zusammenzustellen. Hierzu griff er jeweils auf die Fassung von The Long and Winding Road vom 26. Januar 1969 zurück. Seine Versionen blieben bis 1996 unveröffentlicht. Eine Aufnahme vom 31. Januar 1969 wurde für den Film Let It Be verwendet.
Im März 1970 erhielt Phil Spector von John Lennon, George Harrison und Allen Klein den Auftrag, das Album endgültig fertigzustellen. Am 26. März 1970 mischte Spector in den Abbey Road Studios in London mit Hilfe des Toningenieurs Peter Brown The Long and Winding Road vorbereitend neu ab. Spector ließ von Richard Anthony Hewson Streicher, Bläser, Harfe und Chor für The Long and Winding Road arrangieren, die am 1. April 1970 in den Abbey Road Studios aufgenommen wurden. An diesem Tag spielte Ringo Starr sein Schlagzeug auch neu ein. Die endgültige Abmischung erfolgte dann am 2. April.
Der Autor des Liedes, Paul McCartney, war für diese Aufnahmen nicht um Einverständnis gebeten worden und reagierte sehr ablehnend darauf. Er verlangte vom Beatles-Manager Allen Klein in einem Brief, dass diese Neuaufnahmen aus dem Lied entfernt werden sollen. Er beendete den Brief mit dem Satz “Don’t ever do it again.” („Mach’ das nie wieder.“) Auch George Martin äußerte seine Unzufriedenheit mit der Aufnahme.
Besetzung
- John Lennon: Bass
- Paul McCartney: Klavier, Gesang
- George Harrison: Leadgitarre
- Ringo Starr: Schlagzeug
- nicht aufgeführte Musiker: 18 Geigen, 4 Violen, 4 Celli, Harfe, 3 Trompeten, 3 Posaunen, 2 Gitarren, 14 Sängerinnen (Aufnahme: 1. Apr. 1970)

## Veröffentlichungen
- Am 8. Mai 1970 erschien in Deutschland das 17. Beatles-Album Let It Be, auf dem The Long and Winding Road enthalten ist. In Großbritannien wurde das Album ebenfalls am 8. Mai veröffentlicht, dort war es das 13. Beatles-Album. In den USA erschien das Album zehn Tage später, am 18. Mai 1970,[8] dort war es das 20. Album der Beatles.
- Als Single ausgekoppelt, erreichte das Lied in den USA am 13. Juni 1970 Platz eins der Billboard Hot 100.[9] Es war der 20. und auch der letzte Nummer-eins-Hit der Band in den Vereinigten Staaten. In Deutschland kam das Lied bis auf Platz 26. In Großbritannien wurde es hingegen nicht als Single veröffentlicht.
- Die Version vom 26. Januar 1969 wurde 1996 – ohne Chor und Orchester – im Rahmen der Anthology-Reihe auf der Anthology 3 veröffentlicht. Ebenfalls ohne Chor und Orchester erschien das Lied 2003 auf dem Album Let It Be… Naked. Hier wurde allerdings die Neuaufnahme vom 31. Januar 1969 verwendet, die auch im Spielfilm Let It Be zu sehen ist.
- In den darauffolgenden Jahren wurde The Long and Winding Road für folgende Kompilationsalben der Beatles verwendet: 1967–1970 (1973), 20 Greatest Hits (US-Version) (1982) und 1 (2000).
- Am 6. November 2015 wurde das Album 1 zum zweiten Mal wiederveröffentlicht. Dabei sind bei einigen Liedern, die von Giles Martin und Sam Okell neu abgemischt wurden, deutlich hörbare Unterschiede zu vernehmen. Die Stereo-Anordnung des Gesangs wurde bei The Long and Winding Road verändert.[10][11]
- Am 15. Oktober 2021 erschien die Jubiläumsausgabe des Albums Let It Be. Auf den Deluxe-Editionen und der 2-CD-Version dieses Albums wurde der Take 19 des Liedes vom 31. Januar 1969 veröffentlicht, der auch für das Album Let It Be… Naked verwendet wurde. Weiterhin beinhaltet die Deluxe-Edition The Long and Winding Road vom 26. Januar 1969, die schon für das Album Anthology 3 verwendet wurde.[12]
- Am 10. November 2023 wurde das Kompilationsalbum 1967–1970 erneut wiederveröffentlicht. Auf diesem befindet sich The Long and Winding Road in der von Giles Martin und Sam Okell 2021 neu abgemischten Version.

## Coverversionen
Es wurden über 310 Coverversionen von The Long and Winding Road veröffentlicht. Im Jahr 2002 erreichte eine Coverversion von Will Young und Gareth Gates Platz eins der britischen Charts.
Das Lied spielt eine wesentliche Rolle in dem Kinofilm Yesterday aus dem Jahr 2019. In einer Parallelwelt, in der fast alle Menschen die Songs der Beatles nicht kennen, lässt die Hauptfigur Jack Malik durch Präsentation des Liedes den Singer-Songwriter Ed Sheeran glauben, dass er bessere Songs schreiben könne als Sheeran selbst.

## Auszeichnungen für Musikverkäufe
| Land/Region                  | Auszeichnungen für Musikverkäufe (Land/Region, Auszeichnung, Verkäufe) | Verkäufe  |
| ---------------------------- | ---------------------------------------------------------------------- | --------- |
| Vereinigte Staaten (RIAA)    | Platin                                                                 | 1.200.000 |
| Vereinigtes Königreich (BPI) | Silber                                                                 | 200.000   |
| Insgesamt                    | 1× Silber · 1× Platin ·                                                | 1.400.000 |